# Du Mu

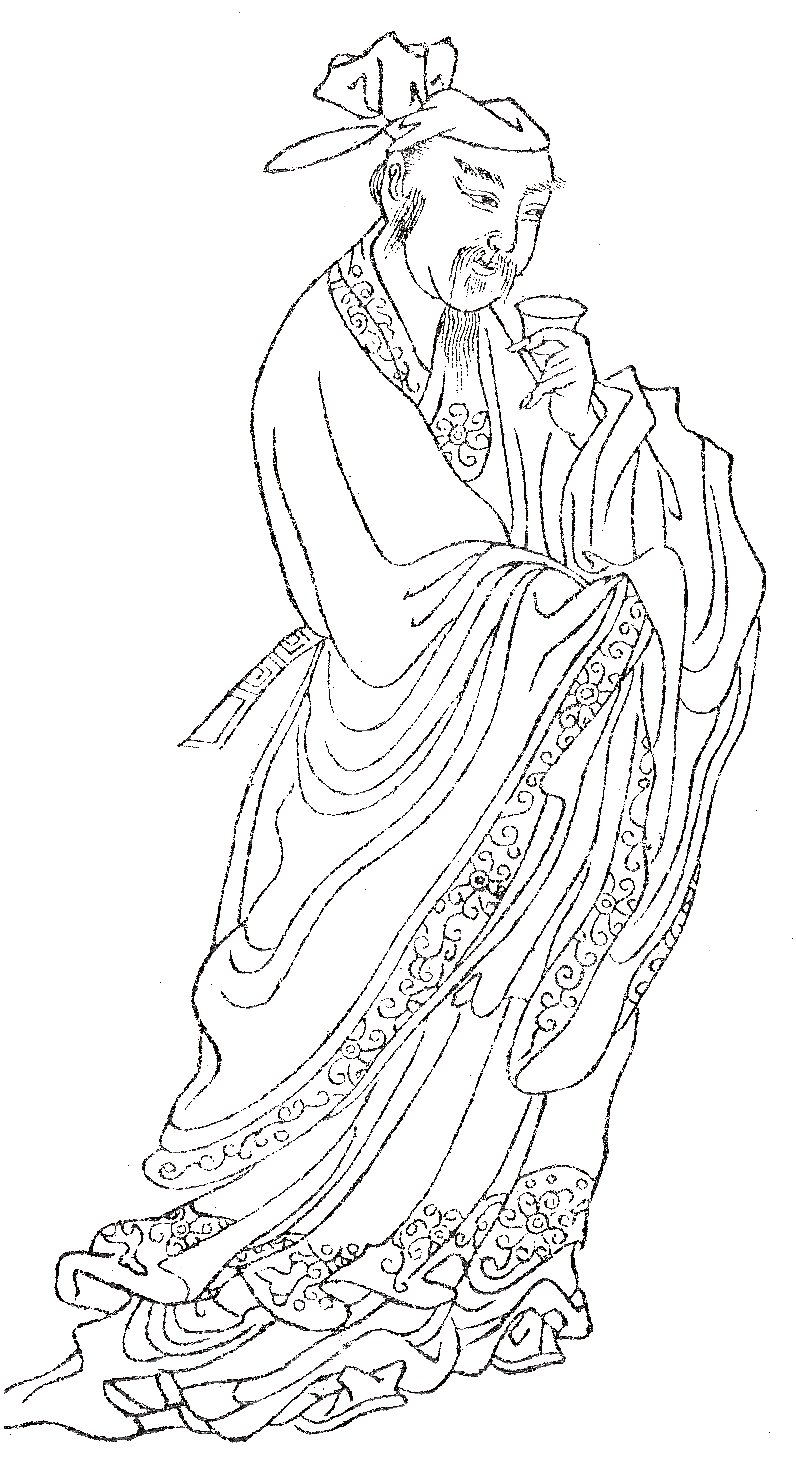
Du Mu

Du Mu (杜牧 ; pinyin: Dù Mù; *803 - †852) escritor chinês da Dinastia Tang, poeta lirico inspirado pelas cortesãs e influenciado por Du Fu, Li Bai, Han Yu e Liu Zongyuan
Du Mu e Li Shangyin são denomonados os "Pequenos Li-Du" (小李杜), em comparação com os "Grandes Li-Du": Li Bai e Du Fu.